# Îlot de la Balance
Îlot de la Balance är en ö i Antarktis. Den ligger i havet utanför Östantarktis. Frankrike gör anspråk på området.